# Workers' Party
The Workers' Party of Ireland (iriska Páirtí na nOibrithe) är ett socialistiskt politiskt parti på Irland som ursprungligen var kända som Official Sinn Féin då de var den del av Sinn Féin som stödde Officiella IRA vid IRA:s splittring 1969-1970 mellan de "officiella" och "provisoriska" delarna. Partiets mål är ett enat, socialistiskt Irland. 
1992 bröt sig en del av partiet ur och bildade Democratic Left. 